# 斯大林大战火星人
《斯大林大战火星人》（Stalin vs. Martians）是塞尔维亚的Dreamlore游戏公司制作的一款以二战为背景的戏仿游戏，对阵双方是苏联统帅斯大林和火星人，内容和设定荒诞，恶搞当时的即时战略游戏。游戏的PC版于2009年4月上市，当年6月停止发售。

## 游戏背景
话说1942年夏，第二次世界大战激战正酣，火星人突降苏联西伯利亚，并袭击苏联军队，苏联最高统帅斯大林于是秘密组建了一支外界无人知道的部队，由他亲自担当总指挥。玩家将操控这支部队对抗入侵的火星人。

## 游戏特色
游戏没有城市建筑系统，也未设科技树，玩家无须建造兵营便可直接购买军队。可收集的资源一共有五种，分别是金钱、装甲升级、攻击力提升、速度提升和药物，资源由被击败的敌人身上掉落而来。

## 评价
评论者这对这款游戏的评价普遍不高，其游戏背景、色彩搭配和操作模式广受批评。一家名为IGN的游戏网站给出了2分（10分为满分）的低分，另一家游戏网站GameSpot（游戏基地）甚至打出了1.5分（10分为满分）的更低分数，称其为“垃圾堆出来的策略游戏”。由于其居然使用了香港My Little Airport组合所作的广东歌《我愛官恩娜，都不及愛你的哨牙》作为战争BGM，在华语圈子里引起了不少吐槽。